# Camilla D'Onhoff
Lady Camilla Elizabeth D'Onhoff, död 2 september 1821, var en engelsk kurtisan. 
Hon uppgav sig vara född 1746 som dotter till Charles, Earl of Tankerville, som gav henne en utbildning i en flickpension i Frankrike. Hon gifte sig 1764 med en bror till kung Stanisław II August Poniatowski, och levde två år i Warsawa. Då hon blev änka 1766, återvände hon till England med en pension på 400l. årligen från sin förra svåger, Polens kung. 
Camilla D'Onhoff, som i England ofta kallades countess Dunhoff, bosatte sig i ett palats vid Cavendish Square i London. Som adlig änka etablerade hon sig i Londons societet, och arrangerade regelbundna mottagningar med kortspel som frekventerades av Londons överklass. Bland hennes gäster fanns Prins Henrik, hertig av Cumberland och Strathearn. Hon accepterades som grevinna i London, där hon sågs som en medlem av societeten. 
I verkligheten uppges Camilla D'Onhoff ha varit kurtisan. Hon hade inte varit gift med den polska kungen, utan helt enkelt hans mätress i Warsawa 1764-66, innan han avslutade relationen. Hennes underhåll på 400l. kom inte från kungen av Polen utan från Prins Henrik, som också hade köpt henne en stuga bredvid sin jaktstuga vid Windsor, vars älskarinna hon var. Han träffade också sin älskarinna Henrietta, Lady Grosvenor, i hennes hus. 
Hon figurerade i rättegången där Richard Grosvenor, 1st Earl Grosvenor stämde Prins Henrik, hertig av Cumberland och Strathearn, för att ha begått äktenskapsbrott med hans hustru Henrietta, Lady Grosvenor. Camilla D'Onhoff vittnade då om att hon om att hon hade sett Henrietta, Lady Grosvenor och Prins Henrik begå äktenskapsbrott i hennes hus. Med anledning av skandalen publicerade Town and Country skandalhistorier om prinsens och Richard Grosvenors sexualliv. I dessa avslöjades att Camilla D'Onhoff i själva verket inte alls var en adlig änka och societetsvärdinna, utan en professionell kurtisan, vars societetsfester finansierades genom 'prenumeration'. 
Camilla D'Onhoff gifte sig 1778 med en 'Mr Robert Robinson'.  